# Animomyia nigris
Animomyia nigris är en fjärilsart som beskrevs av Cass och Louis W. Swett 1923. Animomyia nigris ingår i släktet Animomyia och familjen mätare. Inga underarter finns listade i Catalogue of Life.